# 阿奇笨珊瑚螺
阿奇笨珊瑚螺（学名：Coralliophila inflata）为珊瑚螺科珊瑚螺屬下的一个种。